# La notte di San Lorenzo
La Notte di San Lorenzo és una pel·lícula dramàtica bèl·lica de fantasia italiana de 1982 dirigida per Paolo Taviani i Vittorio Taviani. Va ser escrit per Giuliani G. De Negri, Paolo Taviani, Tonino Guerra i Vittorio Taviani. Es va inscriure al 35è Festival Internacional de Cinema de Canes on va guanyar el Gran Premi Especial del Jurat. La pel·lícula va ser seleccionada per Itàlia com la seva entrada a la Millor pel·lícula en llengua estrangera als Premis Oscar de 1982, però no va ser nominada.

## Argument
La pel·lícula comença amb una mare que li narra al seu fill adormit una història de la seva infància. La història conta com els desitjos es fan realitat quan apareix una estrella fugaç. Ella procedeix a contar la història de la ciutat italiana en la qual una vegada va viure. Un home i la seva promesa embarassada es casen ràpidament a l'església. Després del seu matrimoni, la família de la núvia va tenir una mini celebració. La pel·lícula segueix a diversos habitants d'un poble italià durant el final de la Segona Guerra Mundial. La derrota és segura per a l'exèrcit alemany, i el front es retira a Alemanya, deixant un rastre de destrucció al seu pas. Els alemanys planegen volar diversos edificis al poble i han dit a tots els vilatans que es congreguin a l'església del poble. Aproximadament la meitat del poble decideix quedar-se i dipositar la seva confiança a l'església. La resta del poble es vesteix amb roba fosca per a camuflar-se en la nit. L'home es va unir al grup en retirada mentre la seva esposa i la seva mare romanien a l'església. Es dirigeixen a buscar als estatunidencs que es rumoreja que són a prop, alliberant pobles a mesura que s'acosten a ells.
El bisbe vol dir missa amb la gent del poble a l'església. Troba només dues peces de pa per la comunió. Una de les persones del poble esmenta que té una barra de pa. El bisbe li demana a ella i a la resta de la congregació que es divideixin el pa perquè ell pugui beneir-lo i usar-lo en lloc de l'hòstia estàndard. Mentre realitza la comunió, els feixistes exploten una bomba a l'església, la qual cosa provoca pànic, persones que fugen i moltes baixes. Es veu a una nena ferida sent portada fora per la seva mare. Era l'esposa de l'home. El bisbe intenta ajudar a portar a la dona, però quan s'adona que ell va causar les morts, la deixa caure i fuig. Mentre la mare continua carregant-la, l'espòs torna del seu grup per a estar amb la seva esposa, però és massa tarda per a salvar-la.
L'home torna al seu grup i continuen el seu viatge. Passen per un camp on els partisans estan collint el gra. Els partisans comparteixen les seves queixes que estan reemplaçant el gra robat pels feixistes. El grup havia après en el camí que els partisans poden ajudar a transportar a la gent de manera segura a una ciutat lluny dels feixistes. El grup ajuda els partisans a collir gra. Durant el dia, el grup ha d'amagar-se dels avions alemanys que sobrevolen al migdia mentre trillen. Cecilia, qui conta aquesta història, revela que, en aquesta nit, van ocórrer les estrelles fugaces, però la gent estava tan atrapada en el dolor i la por que es van oblidar per complet. En la tarda de l'endemà, el grup és emboscat per feixistes. Durant l'emboscada, la majoria del grup mor. Cecilia veu a un feixista matar al seu avi i a la seva mare. Quan el feixista persegueix Cecilia, ella repeteix una rima sense sentit que la seva mare li havia ensenyat a dir cada vegada que tenia por. Mentre diu les línies, apareix un antic guerrer amb una llança i un escut. El guerrer llança la llança i travessa l'estómac del feixista. Quan el feixista mira cap amunt sorprès, apareix una línia de guerrers antics i llancen les seves llances, matant al feixista
L'home, Cecilia i alguns altres membres del grup sobreviuen a la baralla i continuen el seu viatge. Aquesta nit, Galvano, l'ancià líder del grup i una dona major del grup comparteixen una habitació, la qual cosa els porta a revelar que han tingut sentiments l'un per l'altre des que eren joves.
La mare li diu al seu fill adormit que recordi les línies de la rima, després es revela que la mare és Cecilia, la nena de la història.

## Repartiment
- Omero Antonutti com Galvano
- Margarita Lozano com Concetta
- Claudio Bigagli com Corrado
- Miriam Guidelli com Belindia
- Massimo Bonetti com Nicola
- Enrica Maria Modugno com Mara
- Sabina Vannucchi com Rosanna
- Giorgio Naddi com bisbe
- Renata Zamengo com La Scardigli
- Micol Guidelli com Cecilia
- Massimo Sarchielli com Pare Marmugi
- Giovanni Guidelli com Marmugi Joven
- Mario Spallino com Bruno
- Paolo Hendel com Dilvo

## Recepció
La pel·lícula va rebre una crítica entusiasta en The New Yorker per part de la crítica Pauline Kael, qui va escriure: "La nit de les estrelles fugaces és tan bona que és emocionant. Aquesta nova pel·lícula abasta una visió del món. Comèdia, tragèdia, vodevil, melodrama. - estan tots aquí, i són inseparables... En el seu sentiment i plenitud, La Notte di San Lorenzo pot estar prop del rang de la desconcertantment bella Gran Illusion de Jean Renoir... la irrealitat no sembla divorciada de l'experiència (com ho fa amb Fellini) - és una experiència més intensa... Per als Tavianis, com per a Cecilia, la cerca dels llibertadors estatunidencs és el moment de les seves vides. Per a una audiència estatunidenca, la pel·lícula desperta records càlids però atormentadores d'una època en la qual érem estimats. i eren un poble ple d'esperança".
Al juliol de 2018, va ser seleccionada per a ser projectada en la secció Venice Classics en la 75a Mostra Internacional de Cinema de Venècia.

## Banda sonora
- Richard Wagner, "O Star of Eve" de Tannhäuser[6]